# Арне Несс
Арне Несс (Arne Dekke Eide Næss) (12 січня 1912 — 12 січня 2009) — визначний норвезький філософ XX століття, еколог і альпініст.

## Біографія
Навчався в Відні і Парижі, закінчив Університет Осло і в 27 років став наймолодшим його професором. Несс займався логікою і філософією мови.
Першим підкорив семитисячник Тірич-Мір (7690 м) в Гіндукуші (Пакистан, 1950). Також відомий як дядько альпініста і бізнесмена Арна Несс-молодшого (1937—2004) і молодший брат судновласника Ерлінга Декко Несс (Erling Dekke Næss, 1901—1993).
В 1958 р. заснував міждисциплінарний філософський журнал «Inquiry».
Помер у своєму будинку в Осло.

## Філософія
Головна філософська робота Несса 1950-х рр. називається «Інтерпретація і точність» (Interpretation and Preciseness), присвячена проблемам інтерпретації мови і розвиває роботи логіка Леонарда Ейлера і семантика Чарльза Кея Огдена. Несс вважається автором концепції «глибинна екологія» (Deep Ecology) і засновником однойменної течії.

## Екософія
Концепція «Ecosophy T», на відміну від «глибинної екології», була спочатку назвою його особистої філософії. Несс взагалі вважав, що кожна людина повинна працювати над своєю власною філософією. Згідно Нессу, всі живі істоти, будь то людина, тварина або овоч, мають рівне право жити і процвітання. Фактично самореалізація для Несса означає, що, якщо ви не знаєте, як результати ваших дій торкнуться інших істот, то так діяти не можна.
Арне Несс був також переконаним захисником навколишнього середовища. Він брав участь у багатьох природозахисних акціях.

## Ресурси Інтернету
- Як ми з професором Арне Несс напали на НАТО [Архівовано 31 січня 2012 у Wayback Machine.]
- Інтерв'ю Dr. Alan Drengson про Глибинної екології та Арне Несс. 2008 г. [Архівовано 14 травня 2011 у Wayback Machine.]
- Роботи Арне Несс (2005)
- The Trumpeter Volume 9.2 [Архівовано 31 грудня 2006 у Wayback Machine.] (1992)
- Arne Naess — екофілософ і екологія — Біографія та статті 1936—2005.
- Inquiry [Архівовано 31 грудня 2006 у Wayback Machine.] — філософський журнал, заснований Арне Несс
- http://www.bullfrogfilms.com/catalog/cross.html [Архівовано 22 лютого 2020 у Wayback Machine.] Перетинаючи камені: портрет Арне Несс
- The Call of the Mountain, Документальний фільм про рух Deep Ecology Movement.
- The Call of the Mountain [Архівовано 14 березня 2015 у Wayback Machine.] Відео на YouTube.
- Геннадій Мінгазов «Як подолати роз'єднаність» // Карельська екологічна газета «Зелений лист» — 2004—2005 — № 81 (83) — с. 24-25. [Архівовано 4 березня 2016 у Wayback Machine.] — Інтерв'ю з американським екологом Френсісом Мейсі, Центр з безпечної енергії, США, Берклі